# Quartier Dollemard
Dollemard est un quartier de la commune du Havre, dans la Seine-Maritime. Il se trouve au nord-ouest, sur le plateau et à proximité de l'aéroport du Havre-Octeville. Il est situé au nord de la commune de Sainte-Adresse. Son développement est récent et sa structure est essentiellement pavillonnaire, ce qui en fait un parfait laboratoire pour les urbanistes et les aménageurs.

## Historique
Dollemard n'était à l'origine composé que de terres agricoles, Le Havre étant caractérisé par une forte rupture entre l'habitat urbain et les zones rurales dans ses limites nord.
Or, dans les années quatre-vingt-dix, des communes limitrophes, telles Fontaine-la-Mallet ou Montivilliers, offraient le confort et la place des lotissements. Le centre-ville du Havre commençait dès lors à se vider. Et c'est pour cette raison que fut aménagé le quartier Dollemard.
Le même modèle fut appliqué : de grands lotissements ont été construits (le premier fut nommé Stendhal) dans une zone délimitée par la commune de Sainte-Adresse au sud, le quartier de Sous-Bretonne à l'est, la commune d'Octeville-sur-Mer au nord et la falaise à l'ouest.
Proposant des maisons de différents modèles et donc de différentes tailles, le succès de Dollemard fut rapide et de nombreux autres terrains reçurent rapidement l'autorisation de construire.
Une école fut donc construite, ainsi qu'un supermarché. L'aménagement d'une place avec commerçants est prévue.
De même, une ligne de bus a été prolongée au sein même de ce quartier afin que le désenclavement soit presque total. Ce dernier le prendra effet que lorsque le contournement nord de la ville atteindra Dollemard.
En juillet 2007 le Racing Club Dollemard, évoluant au stade Youri Gagarine, voit le jour.

## La décharge Dollemard
Jusqu’en 1999, le haut de la falaise du Havre servait de déchèterie comportant actuellement environ 400 000 tonnes de déchets,.
En 2011, une étude avait été lancée par la mairie du Havre, sur cette ancienne décharge, pour nettoyer le site.
En 2018, en raison du prix exorbitant, l'État et les collectivités locales se désintéressent du nettoyage du site. Des ordures et déchets sont retrouvés jusque Boulogne-sur-Mer et même Dunkerque.